# Jean Charbonnier
Pour les articles homonymes, voir Charbonnier.
Jean Charbonnier, né le 3 janvier 1932 à Paris et mort le 27 juin 2023 à Lauris (Vaucluse), est un prêtre français missionnaire en Asie et spécialiste du catholicisme en Chine.

## Biographie
Jean Charbonnier ressent l'appel de sa vocation au sacerdoce à onze ans : après ses études au petit puis au grand séminaire de Versailles, il rejoint la Société des Missions étrangères de Paris (MEP), une des plus anciennes congrégations en Chine ayant œuvré en Mandchourie, au Tibet, dans les zones frontalières sino-tibétaines et dans le sud de la Chine propre.
À la fin de ses études de théologie, il est ordonné prêtre le 21 décembre 1957 et part pour la mission de Malacca le 1er décembre 1959. Après l'étude de la langue, il est nommé, en 1960, vicaire à l'église du Bon-Pasteur ; en 1961, il va étudier la langue chinoise à Kuala Lumpur, puis il est affecté à l'église Sainte-Bernadette, de 1962 à 1970. Il est alors rappelé en France, pour être professeur au séminaire de Bièvres et au CERM, de 1970 à 1974.
Il va ensuite faire des études et des recherches à Taipei à Taïwan pendant deux ans pour des recherches théologiques, avant de venir terminer à Paris sa thèse de doctorat d'État. Après l'assemblée générale de la Société de 1980, qui le charge du « Service Chine », il fonde un centre dans l'enclos de la cathédrale avec salle de documentation.
De 1979 à 1988, il est chapelain du Catholic Junior College à Singapour et parallèlement aumônier de la communauté francophone, de 1979 à 1983.
Il est ensuite directeur de China Catholic Communication entre 1980 et 1988 (Zhonglian), aumônier de la JOC chinoise, et professeur d'histoire au grand séminaire.
En octobre 1984, il se rend à Lhassa au Tibet après sa réouverture à la suite de la mort de Mao, comme touriste indépendant, mais ne trouve aucune carte ni ouvrage en chinois.
En 1996, il est rappelé à Paris pour y diriger et organiser à la rue du Bac le « Service Chine ».
il meurt le 27 juin 2023 à 91 ans à la maison de retraite des MEP à Lauris dans le Vaucluse.
Théologien et sinologue, Jean Charbonnier est considéré comme le meilleur connaisseur du christianisme chinois.
Il a rédigé une Histoire des chrétiens de Chine qui relate ses premières années passées en Chine.

## Décoration
- Chevalier de la Légion d'honneur (14 juillet 2012)[réf. nécessaire]

## Publications
- La forêt des stèles : mutations de la vie en Chine depuis la mort de Mao. Paris, Fayard, 1989. 178 p.
- L'interprétation de l'histoire en Chine contemporaine, 1990, 960 p.
- Histoire des chrétiens de Chine, Tournai, Paris, Desclée de Brouwer, 1992
- Y a-t-il un christianisme chinois ?  Églises d'Asie, Dossiers et documents, n° 4/97
- Les 120 martyrs de Chine : canonisés le 1er octobre 2000, Églises d'Asie (Paris), 2000, 256 p.  (ISSN 1275-6865)